# Coniochaeta philocoproides
Coniochaeta philocoproides är en svampart som först beskrevs av Griffiths, och fick sitt nu gällande namn av Cain 1934. Coniochaeta philocoproides ingår i släktet Coniochaeta och familjen Coniochaetaceae.  Arten är reproducerande i Sverige. Inga underarter finns listade i Catalogue of Life.